# وینسنت رامیل
وینسنت رامیل (انگلیسی: Vincent Ramaël؛ زادهٔ ۲۲ ژوئن ۱۹۸۸) بازیکن فوتبال اهل فرانسه است.
از باشگاه‌هایی که در آن بازی کرده‌است می‌توان به ای‌اف‌سی توبیز اشاره کرد.